# Könskorrigering i Sverige
För att byta juridiskt kön krävs i Sverige att man skickar en ansökan till Socialstyrelsens Rättsliga Råd. Rådet kräver i sin tur ett läkarutlåtande från en psykiater som utrett och diagnostiserat personen som transsexuell. Detta tar vanligen minst två år. Under utredningstiden skall patienten ha genomgått ett så kallat Real Life Test, som innebär att hen levt fullt ut i den andra könsrollen. Tillsammans med beslutet om den nya könstillhörigheten får den sökande tillstånd till könskorrigerande operationer. Könskorrigerande operationer som inte rör könsorganen, hårborttagning, hormonterapi och övrig vård omfattas inte av den lag som reglerar juridiska byten och könskorrigerande operationer.

## Juridisk reglering
Könskorrigeringar regleras av lagen (1972:119) om fastställande av könstillhörighet i vissa fall, som omfattar både transsexuella och intersexuella. Lagen kräver att den som på grund av transsexualism ansöker om könskorrigering ska vara minst 18 år gammal och måste ha bott i landet minst ett år, för att kunna ges tillstånd till ny juridisk könstillhörighet och könskorrigerande kirurgiska ingrepp.
Tidigare krävdes att den sökande också var:
- Ogift (dvs enligt praxis ogift, änka/änkling, skild eller inte ingått partnerskap)
- Steril
- Svensk medborgare

De två första kraven har nu avskaffats, och det tredje ersatts av ett boendekrav. Kravet på sterilitet tolkades också av Socialstyrelsens Rättsliga Råd, förvaltningsdomstolen och kammarrätten som ett krav på att inte heller reproduktionsdugliga nedfrysta könsceller från patienten fick finnas. Inte heller detta var tillåtet, så länge sterilitetskravet kvarstod. Kravet på sterilisering blev den 10 januari 2013 obsolet, på grund av en dom i Kammarrätten i Stockholm. Kravet togs också bort ur lagen med SFS 2013:405 som trädde ikraft den 1 juli 2013.
Den som på grund av intersexualism ansöker om könskorrigering ska enligt lagen vara:
- Ogift
- Svensk medborgare

Något juridiskt krav på könskorrigerande kirurgi, förutom sterilisering, för att få nytt juridiskt kön har aldrig funnits, för någon av grupperna. Socialstyrelsens Rättsliga Råds beslut kan överklagas som vanliga förvaltningsärenden, till förvaltningsdomstol och sedan kammarrätten.
Cirka 60 personer ges årligen nytt juridiskt kön i Sverige, fördelat på 1/3 som får ett manligt juridiskt kön och 2/3 som får ett juridiskt kön som kvinna.

## Lagändringar
Lagen har varit föremål för en statlig utredning, som lämnade ett betänkande i mars 2007 med förslag till en ny lag om ändring av könstillhörighet (SOU 2007:16).
Betänkandet föreslog att kravet på att vara ogift och svensk medborgare skulle avskaffas, samt att kravet på sterilitet (fortplantningsförmåga i vid mening) ersätts med ett krav på att könskörtlarna ska avlägsnas (kastrering). På så sätt skulle det ha blivit det tillåtet att spara könsceller för att kunna bli förälder via assisterad befruktning (In vitro-fertilisering eller insemination).

Socialstyrelsen presenterade 30 juni 2010 resultatet av en utredning om samhällets vård och stödinsatser för transsexuella. I rapporten ingick ett antal förslag på lagändringar. Man föreslog att kraven på att vara ogift och steril skulle tas bort, helt utan att ersättas med andra krav. Medborgarskapskravet föreslogs ersättas med ett minimikrav på boende i landet minst ett år, samma förslag som fanns i SOU 2007:16. Socialstyrelsens Rättsliga råd föreslogs få ett mer begränsat verksamhetsområde, genom att tillståndsgivningen för byte av juridiskt kön föreslogs flyttas till Socialstyrelsens tillståndsenhet, medan tillstånd till ingrepp i könsorganen föreslogs fortfarande hanteras av Rättsliga rådet.
Samma år fastslog Stockholms förvaltningsdomstol att kravet på att den sökande skulle vara ogift stred mot Europakonventionen och därför inte fick tillämpas. Därmed avskaffades skilsmässokravet i praktiken, även om det kvarstod i lagen.
År 2012 lades en proposition med förslag på att revidera könstillhörighetslagen. Propositionen ledde till att lagen reviderades 1 januari 2013, så att medborgarskapskravet togs bort. Även det obsoleta kravet på att den sökande skulle vara ogift togs då bort ur lagtexten.
Regeringen tillsatte sommaren 2012 en utredning som överlämnade ett betänkande november 2012. Betänkandet föreslog att steriliseringskravet skulle avskaffas, vilket också blev lag med SFS 2013:405 som trädde ikraft den 1 juli 2013.
I mars 2012 meddelade Förvaltningsrätten i Stockholm i en dom att steriliseringskravet stred mot Europakonventionen och inte fick tillämpas. Domen överklagades av Socialstyrelsen, men även kammarrätten kom till samma slutsats och då domen vann laga kraft tionde januari 2013 avskaffades därför steriliseringskravet i praktiken, även om det kvarstod som obsolet krav i lagen fram till den 1 juli 2013

## Tvångssteriliseringarna - samhällsdebatten
Huvudartikel: Tvångssterilisering av transsexuella
Motiveringen för steriliseringskravet i könstillhörighetslagen var att man inte ville ställa till oreda i släktleden. Kravet togs inte bort när övriga tvångssteriliseringar upphörde 1976. Det började dock ifrågasättas under 2000-talet, både av organisationer och riksdagspolitiker. Efter en intensifierad samhällsdebatt som kulminerade under 2012 avskaffades slutligen steriliseringskravet, via en dom i Kammarrätten i Stockholm. Domen fastslog att kravet stred mot både regeringsformen och Europakonventionen.
Sommaren 2012 tillsattes en utredning, som i november 2012 överlämnade betänkande DS 2012:46. Betänkandet föreslog att steriliseringskravet skulle avskaffas, vilket också blev lag med SFS 2013:405 som trädde ikraft den 1 juli 2013.